# Kloster Weißenborn

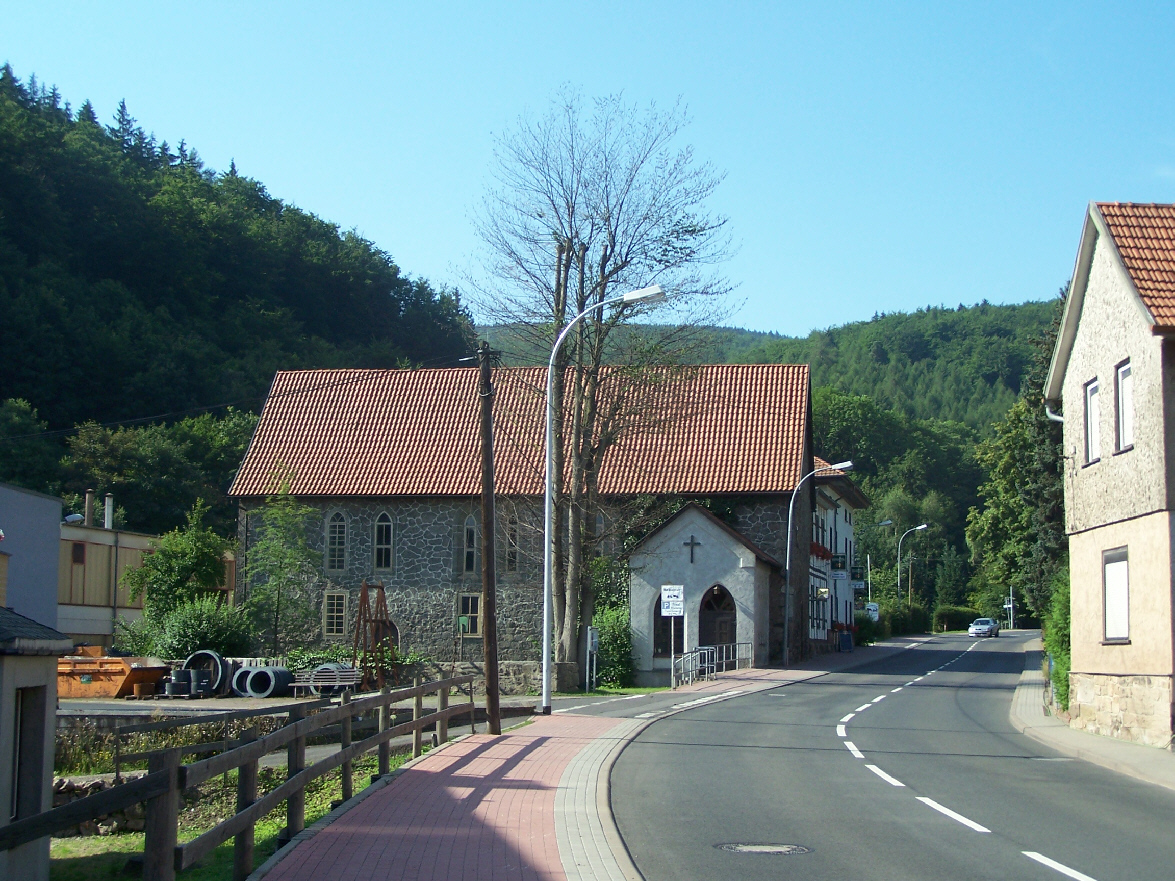
Blick zum Kloster Weißenborn

Das Kloster Weißenborn  war ein Kloster der Wilhelmiten in Thal, jetzt Stadtteil von Ruhla in Thüringen. Es bestand von 1253 bis 1536. Die heutige Pfarrkirche des Ortes war die Klosterkirche.

## Bedeutung
Das Weißenborner Kloster gilt als erstes Ordenshaus der Wilhelmiten im nördlichen Deutschland. Von hier aus wurden auch die Nachgründungen im thüringisch-fränkischen Gebiet unterstützt: Kloster Sinnershausen (1292/93), Kloster Wasungen (1299), Kloster Mülverstedt (1323), Kloster Gräfentonna (1396) und andere. Die Gründung des Klosters 1253 fällt in eine schicksalhafte Phase der Geschichte der Landgrafschaft Thüringen. Mit dem Aussterben der Ludowinger war die herrschende Oberschicht in den blutigen Thüringisch-hessischer Erbfolgekrieg (1247–1264) verwickelt worden. Das Machtgefüge war durch Parteinahme oder Gegnerschaft zu den Wettinern geprägt.

## Geschichte

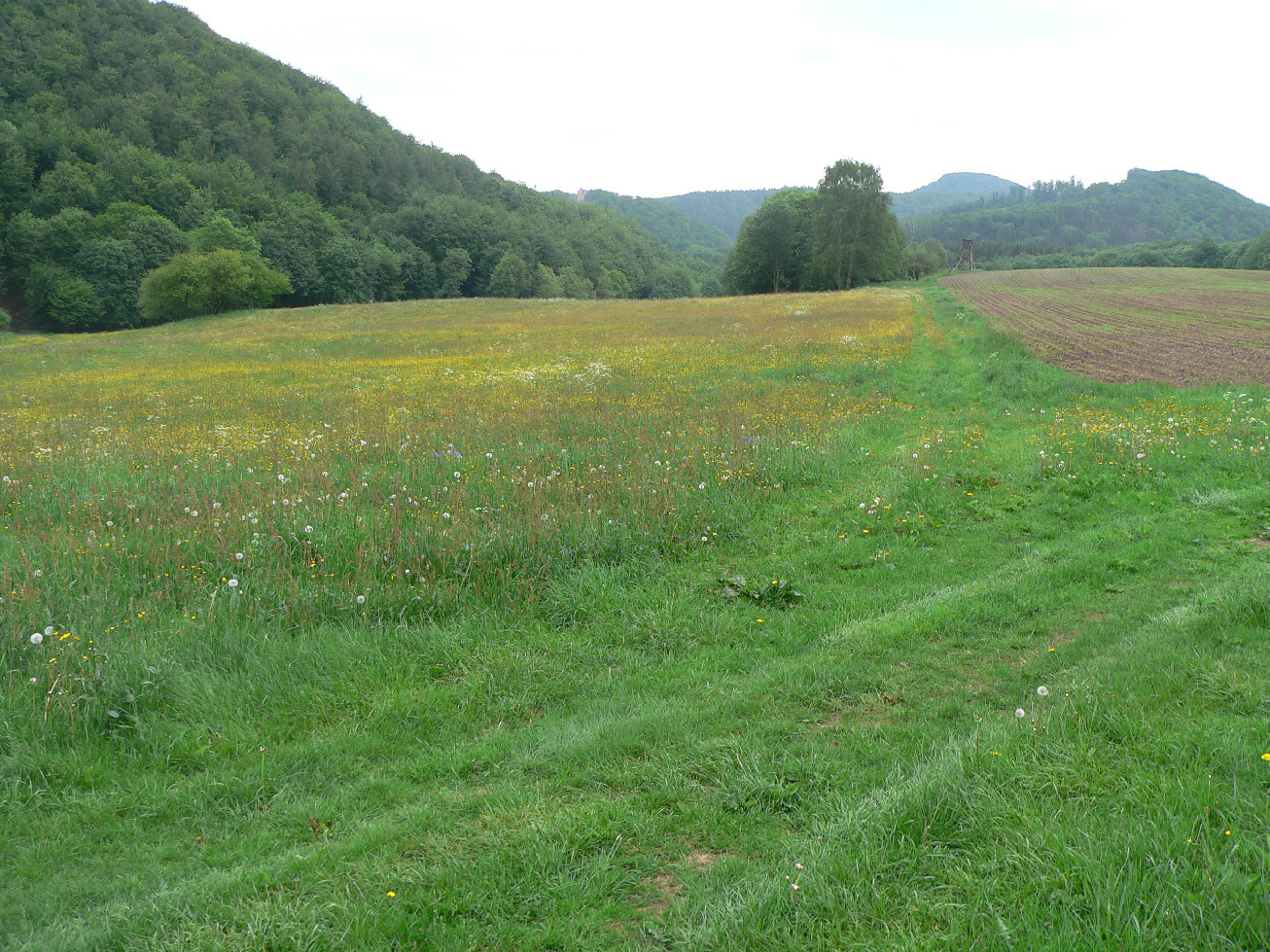
Das Mönchsfeld westlich der Ortslage, das als Gründungsort des Klosters gilt

Am Mittellauf des Erbstromtals befindet sich der Ruhlaer Ortsteil Weißenborn. Er liegt zu Füßen der Scharfenburg, einer der ältesten Steinburgen im heutigen Wartburgkreis. Diese wurde vor tausend Jahren vom Kloster Fulda als Schutzburg am Nordrand des Thüringer Waldes errichtet.
Zu den Burgmännern der Scharfenburg in der Mitte des 13. Jahrhunderts zählten Ritter aus der Familie Slune, einer Seitenlinie der in landgräflichen Diensten als Truchsess stehenden Herren von Schlotheim. Diese auch als Ministerialen des Fuldaer Klosters auftretenden Adligen hatten mit Zustimmung des Thüringer Landgrafen eine Wiese am Westrand des Tales (heutiger Flurname: das Mönchsfeld) geschenkt, um dort eine Niederlassung des Wilhelmitenordens zu gründen. Der Gründungsakt datiert in das Jahr 1253, doch schon fünfzig Jahre später, laut Chronik 1301, wurde ein ortsnaher Platz, am heutigen Standort beim Felsen Heiligenstein, zum Neubau des Klosters erworben.
Die Gründung des Klosters Weißenborn erfolgte mit Unterstützung des belgischen Klosters Bernardfagne, das fünf Mönche unter Führung des ersten Priors Daniel nach Thüringen entsandte. Der Orden war in Thüringen als Bettelorden tätig und erhielt die Erlaubnis, zu bestimmten Terminen (gegen Bezahlung) einen Ablass zu erteilen. Hauptbetätigungsfeld war die Betreuung von Reisenden und Kranken. So bestand auch eine dauerhafte Bindung an das Hospital der landgräflichen Stadt Weißensee.
In der zweiten Phase der Klostergeschichte, die mit dem Neubau des Klosters am Heiligenstein begann, rückte das Adelsgeschlecht der Herren von Salza als neue Burgherren der Scharfenburg und Inhaber der Schirmvogtei nach. Die Burgkapelle der Scharfenburg wurde in dieser Zeit als Wallfahrtskapelle bekannt gemacht. Die Weißenborner Mönche erhielten von den Landesherren eine Erweiterung ihres Sammlungsgebiets. Dieses reichte nun im Norden bis Nebra an der Unstrut. Trotz zahlreicher Schenkungen und Einkünfte aus dem Betteln war die Weißenborner  Klostergemeinschaft in ihrem Fortbestand oft gefährdet. Wegen der geringen Zahl an Mönchen häuften sich im 14. Jahrhundert Beschwerden über die nachlassende Bereitschaft oder Fähigkeit der Weißenborner Wilhelmiten, die mit den Spenden verbundenen Pflichten (Ausrichtung von Gottesdiensten und liturgischen Feiern, Lesen von Messen, Beistand im Sterbefall) zu erfüllen.
Schon 1536 wurde das Kloster aufgehoben. Zu dieser Zeit lebten in dem Konvent noch vier betagte und kranke Mönche.

## Bauliches

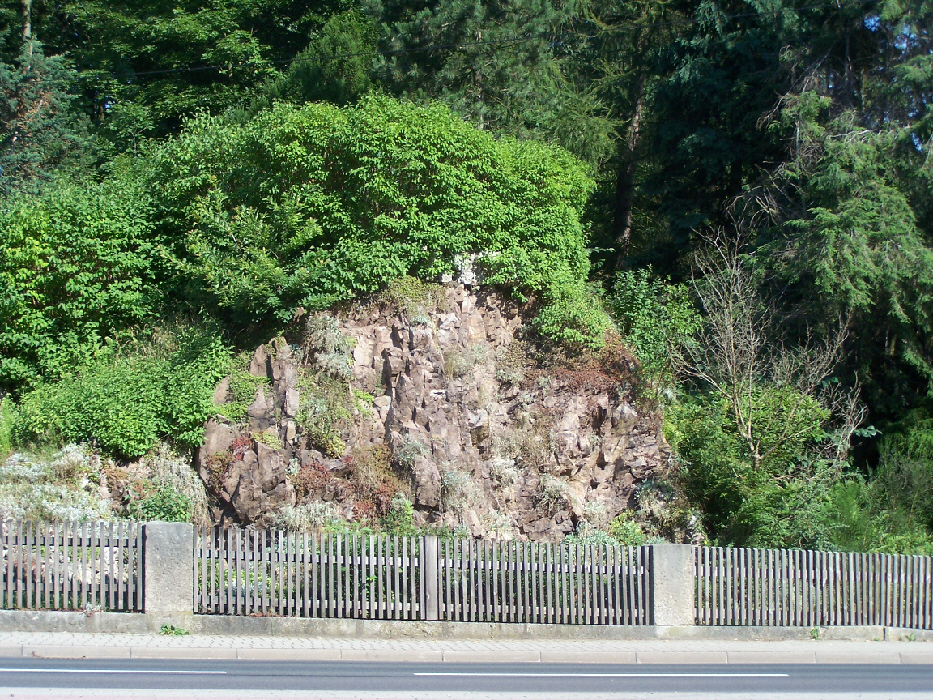
Der Felsen Heiligenstein beim Kloster

Das Kloster hatte räumlich kaum die Ausmaße eines Bauernhofes überschritten. Es lag in einer abgelegenen, stets hochwassergefährdeten Lage am südlichen Ortsrand. Das Klostergebiet kann zudem als Gemarkung Heiligenstein topographisch zurückverfolgt werden.

### Klostergebäude
Zum Klostergelände zählen die heutige Kirche in Thal und das südlich anschließende Betriebsgelände einer Maschinenbaufirma bis zum Fluss (Lagerschuppen, Stallungen, Scheunen). Am Ort des heutigen Hotels Klosterschenke befand sich das eigentliche Klostergebäude mit den Zellen der Mönche. Die Klostermühle und ein Hospital am Schreiberbörnchen zählten ebenfalls zum Gebäudekomplex.